# Castanopsis purpurella
Castanopsis purpurella är en bokväxtart som först beskrevs av Friedrich Anton Wilhelm Miquel, och fick sitt nu gällande namn av Nambiyath Puthansurayil Balakrishnan. Castanopsis purpurella ingår i släktet Castanopsis och familjen bokväxter.

## Underarter
Arten delas in i följande underarter:
- C. p. laotica
- C. p. purpurella